# Can Cuiàs (Sant Feliu de Llobregat)
Can Cuiàs és una masia de Sant Feliu de Llobregat (Baix Llobregat) protegida com a Bé Cultural d'Interès Local.

## Descripció
Masia amb construccions annexes tancades per un barri, amb una interessant porta d'accés. A la façana principal destaca la porta d'entrada -dovellada-, i les finestres amb elements de pedra treballats. Prop de la masia existeix una interessant bassa, molt representativa del sistemes de reg tradicionals, amb elements de pedra i totxo vistos. Als voltants de la masia s'han trobat restes d'una vila romana -murs i ceràmica-.
Actualment, la masia acull unes instal·lacions esportives dedicades a la pràctica del golf, pitch&putt i pàdel a la qual pertany el club Can Cuyàs Club.